# Assenoncourt
Assenoncourt (deutsch Essesdorf, 1940–44 Hesselsdorf) ist eine französische Gemeinde mit 114 Einwohnern (Stand 1. Januar 2022) im Département Moselle in der Region Grand Est (bis 2015 Lothringen). Sie gehört zum Arrondissement Sarrebourg-Château-Salins.

## Geografie
Assenoncourt liegt südöstlich des Linderweihers (Étang de Lindre) und etwa 20 Kilometer westlich von Sarrebourg auf einer Höhe zwischen 210 und 253 m über dem Meer. Das Gemeindegebiet umfasst 16,82 km². Das Gemeindegebiet ist Teil des Regionalen Naturparks Lothringen. 
Zur Gemeinde gehört auch der etwas südwestlich gelegene Ortsteil Viller (Weiler).

## Geschichte
Das Dorf war im 18. Jahrhundert als Essestroff bekannt und gehörte ab 1766 zu Frankreich. 

### Bevölkerungsentwicklung
| Jahr      | 1962 | 1968 | 1975 | 1982 | 1990 | 1999 | 2007 | 2019 |
| Einwohner | 178  | 178  | 171  | 161  | 141  | 119  | 137  | 117  |

## Sehenswürdigkeiten

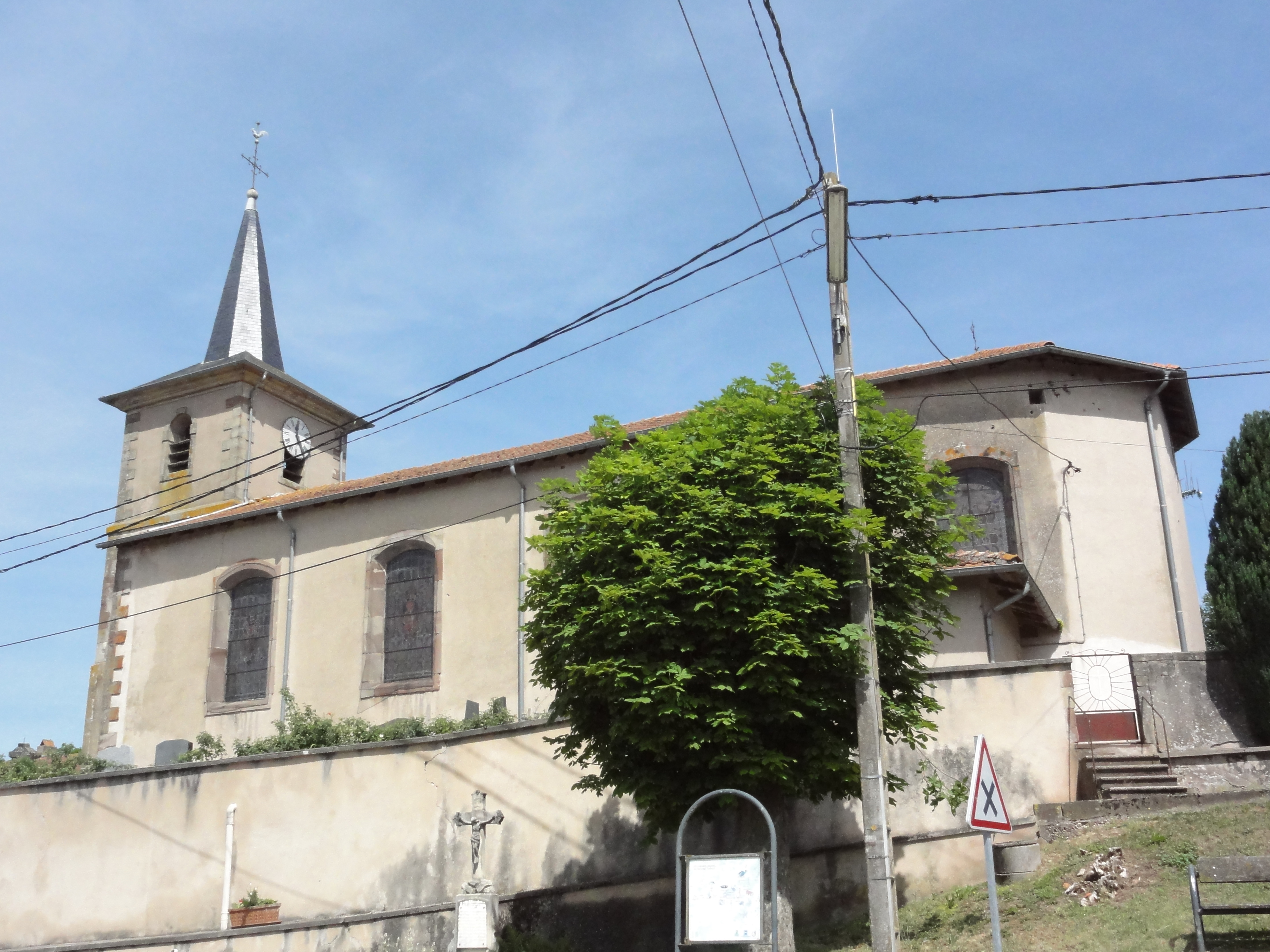
Kirche Saint-Pierre-aux-Liens

- Kirche Saint-Pierre-aux-Liens